# Mongoloraphidia gulnara
Mongoloraphidia gulnara is een kameelhalsvliegensoort uit de familie van de Raphidiidae. De soort komt voor in Kirgizië.
Mongoloraphidia gulnara werd voor het eerst wetenschappelijk beschreven door H. Aspöck et al. in 1998.